# Jacksonella
Jacksonella är ett släkte av spindlar som beskrevs av Alfred Frank Millidge 1951. Jacksonella ingår i familjen täckvävarspindlar.
Kladogram enligt Catalogue of Life och Dyntaxa:
| Jacksonella | \| \| knattespindel \| \| \| \| \| \| Jacksonella sexoculata \| \| \| \| |
|             | \| \| knattespindel \| \| \| \| \| \| Jacksonella sexoculata \| \| \| \| |
|             | knattespindel                                                            |
|             |                                                                          |
|             | Jacksonella sexoculata                                                   |
|             |                                                                          |